# Aviron aux Jeux paralympiques d'été de 2016
Navigation
Londres 2012 Tokyo 2020
Les épreuves d'aviron aux Jeux paralympiques d'été de 2016 se déroulent du 9 au 11 septembre 2016 dans le Lagoa Rodrigo de Freitas, au Brésil. Il s'agit de la 3e apparition de l'aviron aux Jeux paralympiques.
Comme pour l'édition précédente, quatre finales figurent au programme de cette compétition (une masculine, une féminine et deux mixtes).

## Organisation

### Lieu de la compétition

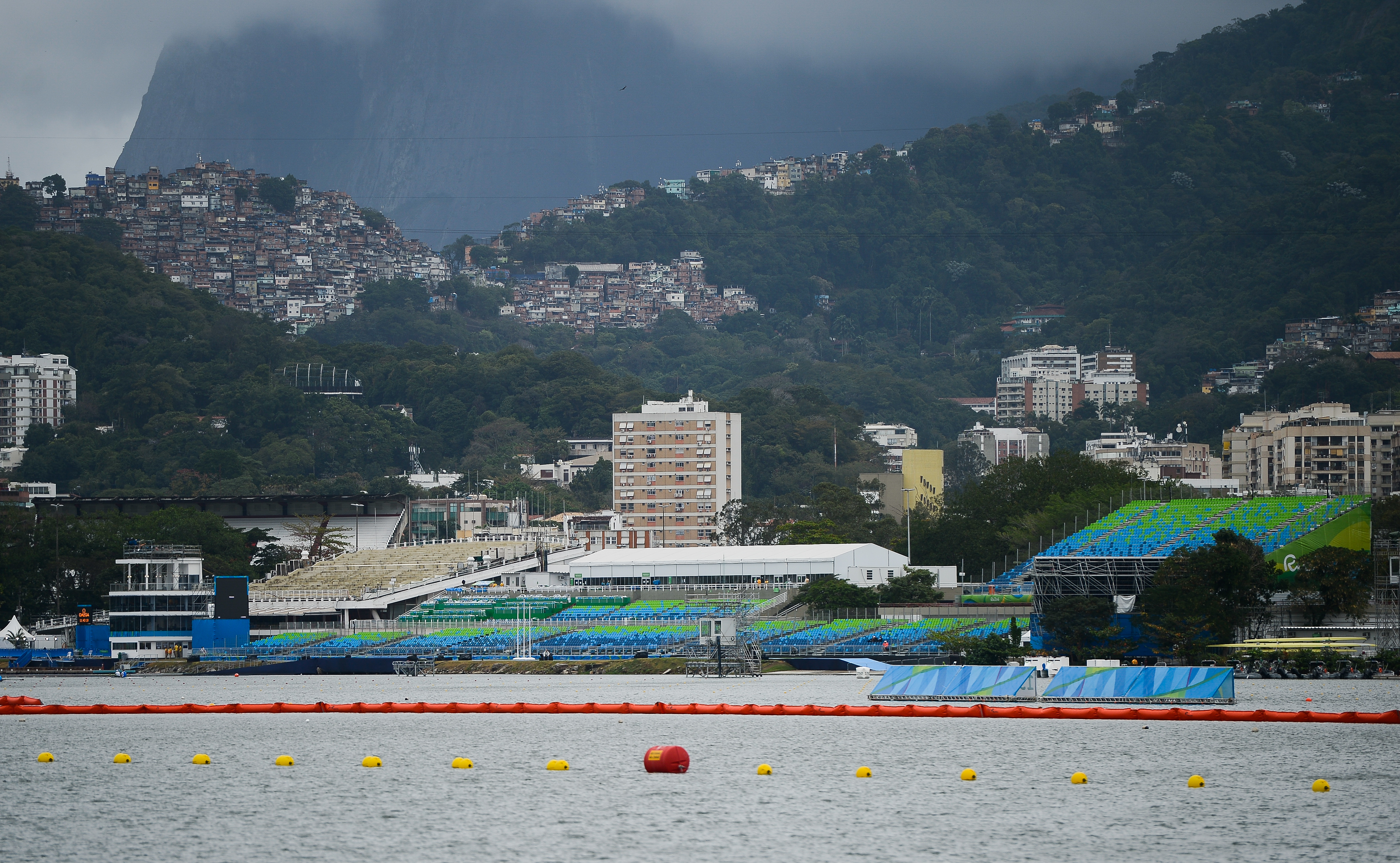

La Lagoa Rodrigo de Freitas est une étendue naturelle d'eau situé au sud de la ville de Rio de Janeiro. L'état de l'eau est jugé préoccupant et la dépollution prévue ne sera terminée qu'en 2018. Le site est pollué par les ordures et les eaux usées de la ville ce qui provoque la mort de poissons,.
Le site a accueilli les championnats du monde juniors d'aviron en août 2015. Lors de cette compétition, quinze athlètes américains sont tombés malades possiblement à cause de la pollution de l'eau.

### Calendrier
| S | Séries | R | Repêchages | F | Finale |

| Épreuve ↓ / Date → | Épreuve ↓ / Date → | Ve 9 | Sa 10 | Ma 11 |
| ------------------ | ------------------ | ---- | ----- | ----- |
| Hommes             | Skiff AS           | E    | R     | F     |
| Femmes             | Skiff AS           | E    | R     | F     |
| Mixte              | Deux de couple TA  | E    | R     | F     |
| Mixte              | Quatre barré LTA   | E    | R     | F     |

### Classification
L'aviron aux Jeux paralympiques comporte trois catégories de classification, indiquant le degré de la capacité fonctionnelle d'un rameur à concourir à une épreuve.
Les trois catégories sont :
- AS : athlètes ne pouvant se servir ni de leurs jambes, ni de leur tronc, uniquement de leurs bras et épaules.
- TA : athlètes n'ayant pas l'usage de leurs jambes.
- LTA : signifie « jambes, tronc et bras » (legs, trunk and arms), et indique que l'athlète est capable d'utiliser toutes ces parties de son corps pour ce sport. Cette catégorie inclut divers handicaps moteurs et physiques. Les handicaps mentaux sont inclus dans cette catégorie. Les handicapés visuels doivent se bander les yeux.

Un rameur peut concourir dans une catégorie supérieure, mais pas à un niveau inférieur : les rameurs AS et TA peuvent participer à des événements LTA, mais un athlète LTA ne peut participer à une course TA.

## Participation

### Qualification
La majorité des places ont été attribuées en fonction des résultats des Championnats du monde d'aviron 2015, qui se sont déroulés au lac d'Aiguebelette, en France. Les quotas sont attribués aux comités paralympiques et non pas aux athlètes directement. D'autres places sont distribuées lors de la dernière régate de qualification paralympique à Gavirate, en Italie. Au moins deux places étaient réservées à l'hôte, le Brésil, un rameur de chaque sexe. Cependant, le Brésil a qualifié ce nombre minimum via les Championnats du monde, et les places du pays hôte ont donc été ajoutées à la répartition des quotas de la commission bipartite. La Russie a été exclue des Jeux paralympiques de 2016. L'Allemagne et les États-Unis, en tant que non-qualifiés les plus rapides en AS M1x et TA X2x respectivement, prendront la place de la Russie dans ces événements.

## Résultats

### Podiums

#### Hommes
| Épreuve  | Or               | Argent      | Bronze    |
| -------- | ---------------- | ----------- | --------- |
| Skiff AS | Roman Polianskyi | Erik Horrie | Tom Aggar |

#### Femmes
| Épreuve  | Or            | Argent    | Bronze       |
| -------- | ------------- | --------- | ------------ |
| Skiff AS | Rachel Morris | Wang Lili | Moran Samuel |

#### Mixte
| Épreuve           | Or                                                                                      | Argent                                                                                       | Bronze                                                                                    |
| ----------------- | --------------------------------------------------------------------------------------- | -------------------------------------------------------------------------------------------- | ----------------------------------------------------------------------------------------- |
| Deux de couple TA | Grande-Bretagne Lauren Rowles Laurence Whiteley                                         | Chine Liu Shuang Fei Tianming                                                                | France Perle Bouge Stéphane Tardieu                                                       |
| Quatre barré LTA  | Grande-Bretagne Pamela Relph Grace Clough Daniel Brown James Fox Barreur : Oliver James | États-Unis Jaclyn Smith Danielle Hansen Zachary Burns Dorian Weber Barreur : Jennifer Sichel | Canada Victoria Nolan Meghan Montgomery Andrew Todd Curtis Halladay Barreur : Kristen Kit |

### Tableau des médailles
| Rang  | Nation          | Or | Argent | Bronze | Total |
| ----- | --------------- | -- | ------ | ------ | ----- |
| 1     | Grande-Bretagne | 3  | 0      | 1      | 4     |
| 2     | Ukraine         | 1  | 0      | 0      | 1     |
| 3     | Chine           | 0  | 2      | 0      | 2     |
| 4     | Australie       | 0  | 1      | 0      | 1     |
| 4     | États-Unis      | 0  | 1      | 0      | 1     |
| 6     | Canada          | 0  | 0      | 1      | 1     |
| 6     | France          | 0  | 0      | 1      | 1     |
| 6     | Israël          | 0  | 0      | 1      | 1     |
| Total | Total           | 4  | 4      | 4      | 12    |